# Sastreria Malatesta
Sastreria Malatesta va ser un taller familiar de sastres teatrals. Les diferents generacions que van regentar-lo van ser la Pelegrina Malatesta (1805-1880), Encarnació Vasallo Malatesta (†31-12-1900), Concepció Vasallo Malatesta (dades desconegudes), Tadeo Cabrinety Navarro (1880-23-6-1922).

## Història
A la Barcelona vuitcentista el taller de sastreria més conegut fou la casa Malatesta. La seva fundadora, Pelegrina Malatesta i Vargas, procedia d'una família originària de València, per part de pare, i de Manresa, per part de mare. Casada amb Marcos Vasallo, van fundar la sastreria «Vasallo Malatesta», que probablement va començar a funcionar a mitjan segle xix, ja que en aquestes dates ja figurava a les guies de la ciutat.
L'empresa es dedicava principalment al lloguer de vestuari per als teatres amb un pressupost més ajustat, però en el cas de grans produccions el confeccionava per encàrrec, seguint els models elaborats pels principals escenògrafs i figurinistes del moment, com Soler i Rovirosa, Lluís Labarta, Apel·les Mestres, Josep Pey i Oleguer Junyent, entre d'altres. El seu negoci estava situat al pis principal del carrer Conde del Asalto núm. 14 i en els rebuts que emetia s'anunciava com a especialista en «vestits de caprici per a balls de màscares, cavalcades, comparses, etc.» i també en «vestits de totes les èpoques per a teatres, siguin de la importància que vulguin».
Pelegrina Malatesta va morir el 23 de març del 1880 i, segons la premsa, deixà en donació una quantitat de diners important a repartir entre els empleats del Gran Teatre del Liceu i el Teatre Principal, coliseus on treballà amb més freqüència i amb uns resultats de la més alta qualitat. Les seves filles, Encarnació i Concepció Vasallo Malatesta, continuaren al capdavant de l'empresa familiar sota la raó social «Encarnació Vasallo Malatesta i Cia». Dels treballadors només coneixem els noms del sastre Espartero Sforsa i de la modista Maria Candau, que ja feien feina per a Pelegrina i van continuar vinculats a la sastreria després de la mort de la fundadora. Encarnació estava casada amb Joan Cabrinety Cladera, cap de l'estació de Barcelona de la Companyia dels Camins de Ferro del Nord d'Espanya. Joan Cabrinety tenia dos germans, el conegut brigadista José Cabrinety (1823-1873) i el també militar Tadeo Cabrinety (1829-1891). El fill d'aquest últim, Tadeo Cabrinety Navarro, fou el successor i hereu de la sastreria. Va ser format en el negoci pel seu oncle Joan, qui es va ocupar d'ell en morir el seu pare. Tadeo Cabrinety es casà amb Rosa Vilanova Balasch i van tenir tres fills: Tadeo, Rosa i Marcela, darrers membres de la saga familiar al capdavant de l'empresa, sota la raó social «Fills de Tadeo Cabrinety». Posteriorment, la sastreria va ser traspassada als seus treballadors i va funcionar aproximadament fins a la dècada dels anys 1960.

## Encàrrecs
La Sastreria Malatesta fou la principal proveïdora de vestuari dels teatres de la ciutat, especialment del Gran Teatre de Liceu que, amb un pressupost major que altres teatres, encarregava a l'empresa la confecció d'espectaculars vestits per a les grans produccions operístiques que s'estrenaven; però també del Teatre Principal, Eldorado o el Romea, entre molts altres. Algunes de les creacions més destacades de Pelegrina Malatesta van ser els vestits de l'òpera Faust, estrenada al Liceu el febrer de 1864; Don Giovanni, estrenada el febrer de 1866 al mateix teatre; o els més de tres-cents vestits de la cèlebre comèdia de màgia La Redoma encantada, estrenada al Teatro del Circo de Madrid el 1875, que la sastreria va realitzar a partir de figurins de Francesc Soler i Rovirosa. La casa Malatesta també llogava vestits per a carnaval i festes diverses. Igualment, hi ha notícia que el 1853 va confeccionar els vestits dels gegants de Mataró, dissenyats per Josep Puig i Cadafalch. Els successors de Pelegrina Malatesta van continuar confeccionant la indumentària de les estrenes liceistes de principis de segle xx, en què destaquen especialment les produccions wagnerianes El capvespre dels déus (1901), Els mestres cantaires de Nuremberg (1905), Tannhäuser (1908) o El vaixell fantasma (1910); els de la temporada d'òpera còmica de 1905 del Teatro Eldorado, amb títols com Los cuentos de Hoffman, Filemon y Baucis o Djamileh. D'aquestes dues darreres produccions es conserva un rebut signat per Tadeo Cabrinety, llavors responsable de l'empresa, que demostra que el vestuari va ser llogat a la sastreria. Així mateix, la casa Malatesta es va encarregar de confeccionar el vestuari de les obres estrenades per la cèlebre companyia «Espectacles i Audicions Graner», que es va caracteritzar per la gran espectacularitat de les posades en escena, amb títols com El Comte l'Arnau o La Santa Espina i els de les temporades de Teatre de la Natura de Vallvidrera, amb destacades estrenes com La Viola d'Or, amb figurins d'Apel·les Mestres. Molts d'aquests figurins signats pels grans mestres de l'escenografia, a partir dels quals la sastreria Malatesta va fer les seves creacions més cèlebres, es conserven actualment al Museu de les Arts Escèniques, a l'Institut del Teatre de Barcelona.